# Gymnopleurus atratus
Gymnopleurus atratus là một loài bọ cánh cứng trong họ Bọ hung (Scarabaeidae).